# Intento de asesinato de Juan Guaidó en Barquisimeto
El intento de asesinato de Juan Guaidó ocurrió el 29 de febrero de 2020, en Barquisimeto, estado Lara, al noroeste de Venezuela, durante una manifestación de la oposición al chavismo liderada por un convoy de Juan Guaidó, el suceso fue calificado como un intento de asesinato realizado por colectivos leales al gobierno de Nicolás Maduro. Dejó un saldo de 10 heridos.

## Contexto
Después de unas cuestionadas elecciones presidenciales en las cuales Nicolás Maduro resulta reelecto presidente para un segundo periodo de gobierno, la Asamblea Nacional de mayoría opositora declaró que la elección no era válida por lo que el cargo de Presidente de Venezuela estaba vacante, debido a esto se declaró a su presidente, Juan Guaidó, como presidente interino de la nación. Hasta febrero de 2020, Guaidó había sido reconocido como presidente interino de Venezuela por 54 países, incluidos Estados Unidos y la mayoría de las naciones de América Latina y Europa. Hasta 2023, Juan Guaidó y Nicolás Maduro se hallaron inmersos en una crisis presidencial, hasta que la Asamblea Nacional decidiera disolver el gobierno interino el 30 de diciembre de 2022.

## Tiroteo
El 29 de febrero Juan Guaidó movilizó a una marcha contra el gobierno de Nicolás Maduro en la parroquia Juan de Villegas, Barquisimeto, estado Lara. Guaidó al momento del tiroteo se encontraba en una camioneta, que fue disparada por colectivos y, presuntamente el Servicio Bolivariano de Inteligencia Nacional. El tiroteo dejó cinco heridos inicialmente, incluido un joven de 16 años. El vehículo de Guaidó recibió nueve disparos.
Guaidó acusó al presidente de la Asamblea Nacional Constituyente Diosdado Cabello de ser el autor intelectual del tiroteo. Según el legislador opositor Alfonso Marquina además de los heridos, hubo un secuestrado. Posteriormente la cifra de heridos aumentó a diez.

## Reacciones

### Nacionales
- Gobierno venezolano: Diosdado Cabello calificó el atentado de un «falso positivo».[8]

- Oposición venezolana: Juan Guaidó, luego del tiroteo, dijo que «la dictadura me intentó asesinar hoy. Me apuntaron. Nuestro único límite es el límite físico».[6] Además acusó a Diosdado Cabello de ser el autor intelectual del tiroteo.[9]

### Internacionales
- Unión Europea: La Unión Europea dijo: «Los actos de esta naturaleza contra la oposición y la Asamblea Nacional elegida democráticamente y sus miembros son inaceptables y obstaculizan aún más los esfuerzos hacia una solución política a la crisis. Debe respetarse el derecho de todas las fuerzas políticas y de la sociedad civil a manifestarse pacíficamente».[10]

- España: El Ministro de Asuntos Exteriores de España condenó el tiroteo y rechazó el hostigamiento a Juan Guaidó.[10]